# Estación de Peñafiel
Peñafiel fue una estación de ferrocarril situada en el municipio español de Peñafiel, en la provincia de Valladolid. Las instalaciones, que formaban parte de la línea Valladolid-Ariza, estuvieron en servicio entre 1895 y 1994. Actualmente se encuentran abandonadas y fuera de servicio.

## Historia
Tras varios años de obras, la línea Valladolid-Ariza fue abierta al tráfico en 1895. Los trabajos de construcción corrieron a cargo de la compañía MZA, que en el municipio de Peñafiel levantó una estación de 2.ª clase. Además de un edificio de viajeros, el complejo ferroviario disponía de un muelle de mercancías, varias vías de sobrepaso y vías muertas. Con el paso de los años se instalaron cargaderos y vías de apartadero para acceder a las azucareras y la fábrica de harina. En 1941, con la nacionalización del ferrocarril de ancho ibérico, las instalaciones pasaron a manos de RENFE.
En la década de 1960 se introdujeron nuevas señalizaciones y se levantó una cantina en el andén principal. En 1985 la estación, al igual que el resto de la línea, fue cerrada al tráfico de pasajeros. Se mantuvo todavía operativa para los trenes de mercancías, habida cuenta de la presencia industrial en la zona, hasta la clausura definitiva de toda la línea en 1994. En la actualidad las instalaciones se encuentran abandonadas y no ofrecen ningún servicio.